# Rion Ishikawa
Rion Ishikawa (石川 璃音?, Ishikawa Rion; Akita, 4 luglio 2003) è una calciatrice giapponese, difensore dell'Urawa Reds e centrocampista della nazionale giapponese.

## Carriera

### Nazionale
Nel 2019 Fujino viene convocata dalla Federcalcio giapponese (JFA) per vestire la maglia della formazione Under-16 che partecipa al Campionato asiatico di Thailandia 2016, marcando in quell'occasione tre presenze e festeggiando alla fine del torneo la conquista del quarto titolo di categoria da parte della squadra giapponese.
Tre anni più tardi è inserita nella rosa delle giocatrici che affrontano con la formazione Under-20 il Mondiale di Costa Rica 2022. Scesa in campo in tutti i sei incontri giocati dalla sua nazionale, rivelandosi fondamentale nel siglare negli ultimi secondi la rete del 3-3 con la Francia ai quarti di finale, permettendo poi il passaggio del turno ai calci di rigore, condivide con le compagne il percorso che vede il Giappone giungere alla finale del 28 agosto poi persa 3-1 con la Spagna.
Del 2023 è la sua prima convocazione in nazionale maggiore, chiamata dal commissario tecnico Futoshi Ikeda che decide di inserirla in rosa con la squadra che affronta l'edizione 2023 della SheBelieves Cup, torneo dove debutta con la maglia delle Nadeshiko Japan, seppure a tempo quasi scaduto, il 22 febbraio 2023, rilevando Fuka Nagano nella vittoria per 3-0 sulle avversarie del Canada, e dove la sua nazionale al termine del torneo si classifica al 2º posto.
Dopo essere stata confermata da Ikeda nella lista delle 23 convocate per il Mondiale di Australia e Nuova Zelanda 2023, Ishikawa viene impiegata, da titolare, nel reparto difensivo dell'incontro del 22 luglio, nella vittoria per 5-0 sullo Zambia.

## Statistiche

### Cronologia presenze e reti in nazionale
| Cronologia completa delle presenze e delle reti in nazionale ― Giappone | Cronologia completa delle presenze e delle reti in nazionale ― Giappone | Cronologia completa delle presenze e delle reti in nazionale ― Giappone | Cronologia completa delle presenze e delle reti in nazionale ― Giappone | Cronologia completa delle presenze e delle reti in nazionale ― Giappone | Cronologia completa delle presenze e delle reti in nazionale ― Giappone | Cronologia completa delle presenze e delle reti in nazionale ― Giappone | Cronologia completa delle presenze e delle reti in nazionale ― Giappone |
| Data                                                                    | Città                                                                   | In casa                                                                 | Risultato                                                               | Ospiti                                                                  | Competizione                                                            | Reti                                                                    | Note                                                                    |
| ----------------------------------------------------------------------- | ----------------------------------------------------------------------- | ----------------------------------------------------------------------- | ----------------------------------------------------------------------- | ----------------------------------------------------------------------- | ----------------------------------------------------------------------- | ----------------------------------------------------------------------- | ----------------------------------------------------------------------- |
| 22-2-2023                                                               | Frisco                                                                  | Canada                                                                  | 0 – 3                                                                   | Giappone                                                                | SheBelieves Cup 2023                                                    | 1                                                                       | 89’                                                                     |
| 14-7-2023                                                               | Sendai                                                                  | Giappone                                                                | 5 – 0                                                                   | Panama                                                                  | Amichevole                                                              | -                                                                       | 83’                                                                     |
| 22-7-2023                                                               | Hamilton                                                                | Zambia                                                                  | 0 – 5                                                                   | Giappone                                                                | Mondiali 2023 - Fase a gironi                                           | -                                                                       |                                                                         |
| Totale                                                                  |                                                                         | Presenze                                                                | 3                                                                       |                                                                         | Reti                                                                    | 0                                                                       |                                                                         |

## Palmarès

### Club
- Campionato giapponese: 1

Urawa Reds: 2020
- WE League Cup: 1

Urawa Reds: 2022-2023

### Nazionale
- Campionato asiatico femminile Under 16 di calcio: 1

2019
- SheBelieves Cup: 1

2025

### Individuale
- WE League Best XI: 1

2022-2023